# Чернодробен метил
Чернодробните метили са група плоски червеи от клас Смукалници, които паразитират в черния дроб на животните, включително и човека. Живеят в жлъчния мехур, жлъчния канал и чернодробния паренхим. Хранят се с кръв и снасят яйца, които преминават в червата.
Представители:
- Clonorchis sinensis
- Dicrocoelium dendriticum (малък чернодробен метил)
- Dicrocoelium hospes
- Fasciola hepatica (голям чернодробен метил)
- Fascioloides magna
- Fasciola gigantica
- Fasciola jacksoni
- Metorchis conjunctus
- Metorchis albidus
- Protofasciola robusta
- Parafasciolopsis fasciomorphae
- Opisthorchis viverrini
- Opisthorchis felineus
- Opisthorchis guayaquilensis